# Arisa Takada
Arisa Takada (高田 ありさ, Takada Arisa) est une ancienne joueuse de volley-ball japonaise née le 17 février 1987 à Nagasaki. Elle mesure 1,76 m et jouait au poste de réceptionneuse-attaquante. Elle a totalisé 28 sélections en équipe du Japon. Elle a mis un terme à sa carrière de volleyeuse professionnelle en mai 2016.

## Clubs
| Club                    | De        | À         |
| ----------------------- | --------- | --------- |
| Kyushubunka High School |           | 2004-2005 |
| Toray Arrows            | 2005-2006 | 2015-2016 |

## Palmarès

### Équipe nationale
- Grand Prix Mondial
  - Finaliste : 2014.

### Clubs
- V Première Ligue
  - Vainqueur : 2008, 2009, 2010, 2012.
  - Finaliste : 2011, 2013.
- Tournoi de Kurowashiki
  - Vainqueur : 2009, 2010.
  - Finaliste : 2012.
- Coupe de l'impératrice
  - Vainqueur : 2007, 2011.
  - Finaliste : 2010, 2012.
- Championnat AVC des clubs
  - Finaliste : 2012.

### Distinctions individuelles
- Championnat féminin AVC des clubs 2012: Meilleure marqueuse[2].